# Ángel Di María
Ángel Fabián Di María (sinh ngày 14 tháng 2 năm 1988) là một cầu thủ bóng đá chuyên nghiệp người Argentina hiện đang thi đấu ở vị trí tiền vệ cánh hoặc tiền vệ tấn công cho câu lạc bộ Argentine Primera División Rosario Central. Được đánh giá là một trong những tiền vệ cánh vĩ đại nhất trong lịch sử bóng đá và là một trong những cầu thủ Argentina vĩ đại nhất mọi thời đại, anh nổi tiếng nhờ lối chơi giàu kỹ thuật, tốc độ, sự nhanh nhẹn, khả năng xử lý bóng xuất sắc và khả năng dứt điểm siêu hạng.
Di María bắt đầu sự nghiệp của mình với Rosario Central, nhưng trở nên nổi bật tại Benfica sau khi ký hợp đồng với câu lạc bộ vào năm 2007, ở tuổi 19. Anh đã giúp Benfica giành chức vô địch Primeira Liga, chức vô địch đầu tiên của câu lạc bộ sau 5 năm và hai danh hiệu Taça da Liga. Năm 2010, Di María chuyển đến câu lạc bộ Tây Ban Nha Real Madrid với giá trị chuyển nhượng 25 triệu euro, nơi anh giành được danh hiệu La Liga và UEFA Champions League. Sau đó, anh ký hợp đồng với Manchester United vào năm 2014 trong một bản hợp đồng kỷ lục của Anh khi đó trị giá 59,7 triệu bảng (75,6 triệu euro), nhưng rời đi một năm sau đó để gia nhập Paris Saint-Germain. Trong thời gian ở Anh, Di María đã được chọn vào đội hình FIFPRO Men's World 11 vào năm 2014. Tại Pháp, Di María đã giành được năm chức vô địch Ligue 1, năm Coupe de France và bốn Coupe de la Ligue, bao gồm ba lần ăn bốn quốc nội, và đã giúp câu lạc bộ lọt vào Chung kết Champions League đầu tiên. Anh cũng là cầu thủ ghi bàn nhiều thứ chín của câu lạc bộ và là người dẫn đầu mọi thời đại về số pha kiến tạo.
Di María có trận ra mắt đội tuyển Argentina cấp chuyên nghiệp vào năm 2008 ở tuổi 20, và kể từ đó đã có hơn 120 lần khoác áo đội tuyển, bao gồm cả những lần ra sân ở các giải đấu lớn. Anh đã ghi bàn thắng mang về huy chương vàng cho đất nước tại Thế vận hội 2008, và góp mặt tại bốn kỳ FIFA World Cup và năm kỳ Copa America, trong đó anh ghi những bàn thắng quan trọng trong các trận chung kết để đưa đội tuyển Argentina lên ngôi vô địch Copa America 2021, Finalissima 2022 và FIFA World Cup 2022. Anh giã từ sự nghiệp thi đấu quốc tế sau khi vô địch Copa America 2024 cùng với các đồng đội.

## Đầu đời
Di María sinh ngày 14 tháng 2 năm 1988 tại Rosario, Santa Fe, là một trong ba người con của Miguel và Diana, và lớn lên ở Perdriel. Khi còn là một đứa trẻ sơ sinh, anh ấy hoạt động bất thường, và theo đề nghị của bác sĩ, anh đã đăng ký chơi bóng đá vào năm ba tuổi. Anh cũng giúp cha mẹ làm công việc của họ tại một bãi than địa phương cùng với hai em gái của anh, Vanesa và Evelyn. Do thu nhập thấp mà gia đình anh kiếm được, việc mua giày bóng đá và theo kịp sở thích của Di María là điều khó khăn đối với cha mẹ anh. Anh ấy tự nhận mình là "người đàn ông của gia đình" và đã sử dụng một số tiền đáng kể tiền lương của mình để "trả lại" cho gia đình. Sau khi được chuyển đến Benfica, anh yêu cầu cha mình không làm việc nữa và mua một căn nhà cho bố mẹ và em gái của mình.

## Sự nghiệp câu lạc bộ

### Rosario Central
Khi lên bốn tuổi, Di María gia nhập Rosario Central, sau khi chơi ở một câu lạc bộ địa phương Torito. Tiền công là 35 quả bóng.
Di María ra mắt chuyên nghiệp vào ngày 14 tháng 12 năm 2005 trong trận đấu cuối cùng của Rosario tại Apertura, trận hòa 2–2 trước Independiente, bằng cách vào thay Emiliano Vecchio. Anh ghi bàn lần đầu tiên vào ngày 24 tháng 11 năm 2006 trong trận đấu với Apertura của mùa giải tiếp theo trong chiến thắng 4–2 trên sân nhà trước Quilmes, một phút sau khi thay thế Leonardo Borzani ở hiệp một. Sau khi chơi tại FIFA U-20 World Cup 2007 ở Canada, Boca Juniors đã ra giá 6,5 triệu đô la Mỹ cho anh ấy. Anh cũng được câu lạc bộ Anh Arsenal tiếp cận, một động thái đã xảy ra do các quy định nghiêm ngặt của Vương quốc Anh về việc cấp giấy phép lao động cho các cầu thủ từ bên ngoài Liên minh châu Âu.

### Benfica

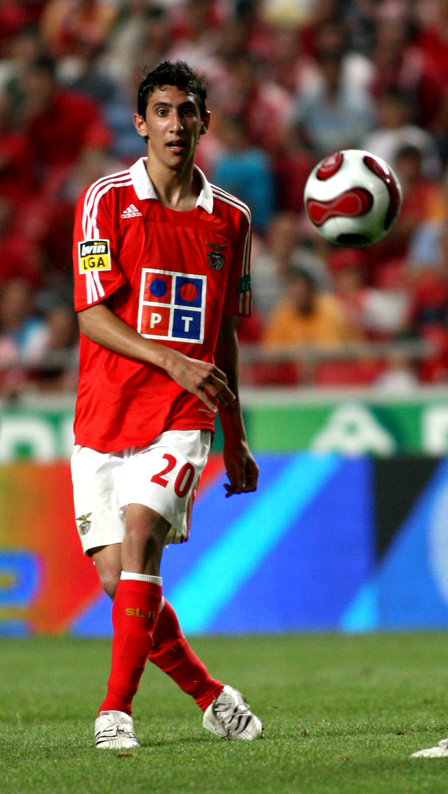
Di María thi đấu cho Benfica năm 2007.

Di María được chuyển đến đội bóng Bồ Đào Nha Benfica vào tháng 7 năm 2007, nơi anh chơi ở vị trí tiền vệ cánh. Anh ấy đã được ký hợp đồng để thay thế cho đội trưởng sắp ra đi của Benfica, Simão, người đã gia nhập Atlético Madrid vào đầu mùa hè năm đó. Benfica đã trả cho Rosario Central 6 triệu euro cho 80% quyền thể thao của anh ấy và 50% quyền thể thao của Andrés Díaz. Sau đó, vào tháng 8 năm 2008, câu lạc bộ Bồ Đào Nha trả thêm 2 triệu € cho 20% còn lại, nhưng bán lại 10% cho GestiFute.
Di María ký hợp đồng mới với Benfica vào tháng 10 năm 2009, thêm ba năm nữa cho hợp đồng hiện tại của anh ấy, kéo dài đến ngày 30 tháng 6 năm 2015 với mức phí giải phóng hợp đồng tối thiểu là 40 triệu euro. Cuối tháng đó, anh được Diego Maradona hậu thuẫn để trở thành "siêu sao tiếp theo của Argentina".
Vào ngày 27 tháng 2 năm 2010, Di María ghi hat-trick đầu tiên trong chiến thắng 4–0 kinh điển trước Leixões. Ngày hôm sau, anh ấy đã xuất hiện tiêu đề là "Magic Tri María" trên tất cả các tờ báo thể thao ở Bồ Đào Nha.

### Real Madrid

#### 2010–11: Mùa giải ra mắt
Vào ngày 28 tháng 6 năm 2010, Real Madrid đăng trên trang web của họ rằng họ đã đạt được điều khoản với Benfica để chuyển nhượng Di María. Anh ấy đã ký hợp đồng 5 năm với giá 25 triệu euro, cộng với 11 triệu euro tiền ưu đãi, như được thông báo một ngày sau đó bởi tổ chức điều tiết của Sở giao dịch chứng khoán Bồ Đào Nha. Vào ngày 7 tháng 7 năm 2010, Di María đến Madrid trực tiếp từ Buenos Aires, và vượt qua bài kiểm tra y tế vào ngày 8 tháng 7.
Anh có trận ra mắt đầu tiên vào ngày 4 tháng 8 năm 2010 trong một trận giao hữu với đội bóng Mexico América, trận đấu mà Real Madrid đã giành chiến thắng 3–2. Vào ngày 22 tháng 8, Di María ghi bàn thắng đầu tiên trong một trận giao hữu khác trên sân khách trước Hércules, mà Real Madrid thắng 3–1. Trong trận đấu cuối cùng của giai đoạn tiền mùa giải, vào ngày 24 tháng 8, sau một pha chơi cá nhân được mô tả là "khoảnh khắc kỳ diệu", anh đã mở tỷ số trong chiến thắng 2–0 trước Peñarol tại Trofeo Santiago Bernabéu.

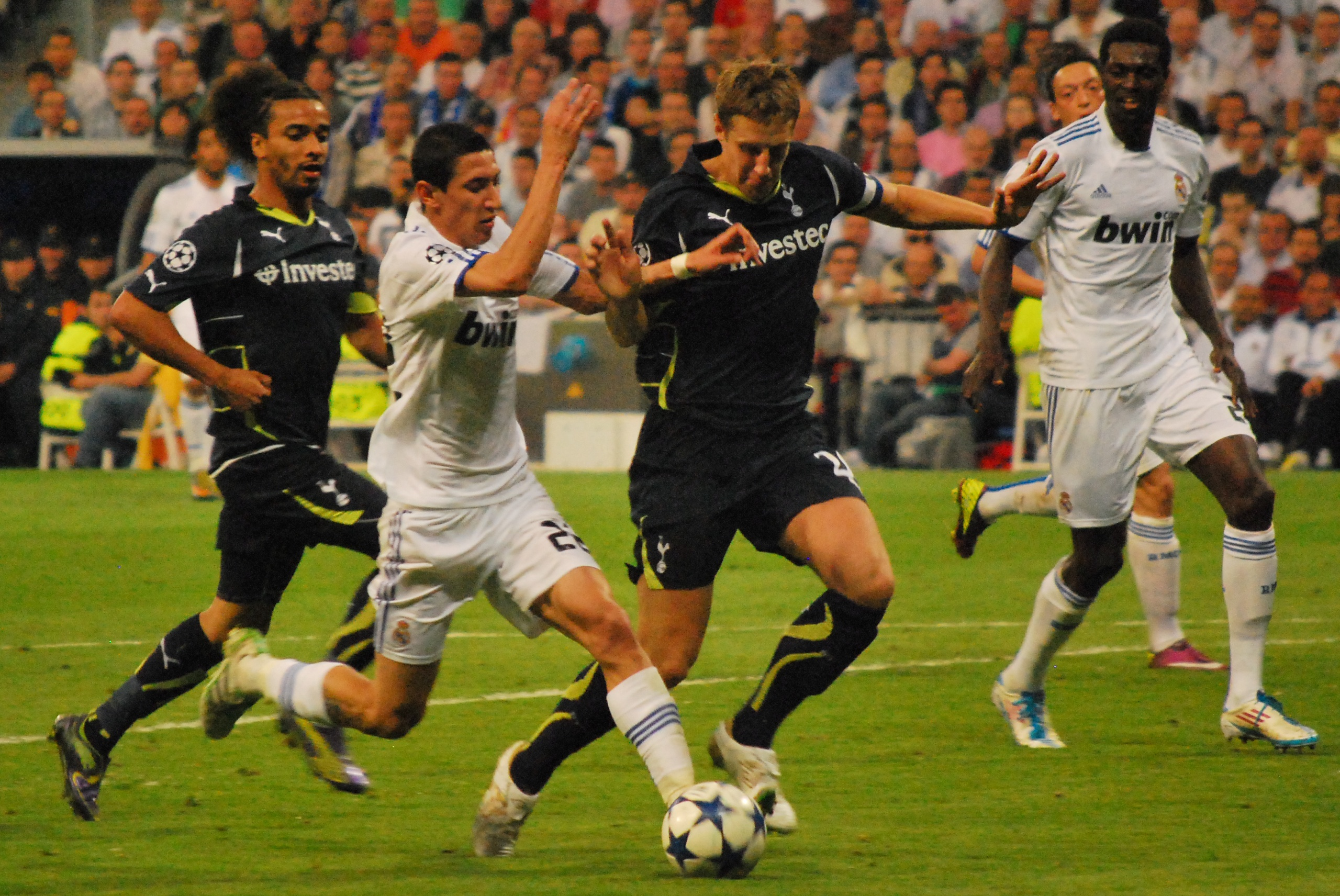
Di María đối đầu với các hậu vệ của Tottenham Hotspur, Michael Dawson và Benoît Assou-Ekotto ở Champions League vào tháng 4 năm 2011.

Trận ra mắt La Liga của anh ấy diễn ra vào ngày 29 tháng 8 trong trận hòa 0–0 trước Mallorca. Vào ngày 18 tháng 9, Di María ghi bàn thắng đầu tiên ở giải đấu cho Real Madrid trong chiến thắng 1-2 trên sân khách trước Real Sociedad. Mười ngày sau, anh ghi bàn thắng đầu tiên tại UEFA Champions League trước Auxerre trong chiến thắng 1–0. Anh ghi bàn thắng đầu tiên gây tranh cãi vào lưới Sevilla vào ngày 19 tháng 12. Vài ngày sau, Di María kiến tạo hai bàn thắng của Karim Benzema và Cristiano Ronaldo trong trận thắng đáng kinh ngạc 8–0 trước Levante vào ngày 22 tháng 12. Trong trận lượt về của Vòng 16 đội Champions League gặp Lyon, anh ghi bàn thắng thứ ba và là bàn thắng cuối cùng trong chiến thắng 3–0 để đưa Real Madrid vào tứ kết lần đầu tiên sau bảy năm.
Di María ghi bàn thắng thứ ba cho Real Madrid trong chiến thắng lượt đi tứ kết Champions League trước Tottenham Hotspur vào ngày 5 tháng 4 năm 2011. Vào ngày 20 tháng 4, anh được tung vào sân ở phút thứ 31 của hiệp phụ trong trận chung kết Copa del Rey đối đầu với kình địch Barcelona. Real Madrid đã giành chiến thắng với tỷ số 1–0, bàn thắng duy nhất của trận đấu (ở phút thứ 13 của hiệp phụ) là cú đánh đầu của Cristiano Ronaldo, xuất phát từ đường chuyền của anh ấy, qua đó có được danh hiệu đầu tiên với Real Madrid.

#### 2011–12: Vô địch La Liga
Trong khi bắt đầu mùa giải 2011–12, Di María đã phải trải qua một chuỗi trận khó khăn khi anh phải vật lộn để thích nghi với nhịp độ của giải đấu sau kỳ nghỉ hè. Kết quả là, màn trình diễn đầu mùa của Di María đan xen với những khoảnh khắc chơi tốt thực sự xen kẽ với những khoảnh khắc tuyệt đối điên cuồng của cầu thủ người Argentina. Điểm này đã được minh họa rõ ràng trong trận thua 0-0 của Real Madrid trước Levante, một trận đấu chứng kiến một pha phạm lỗi rõ ràng là Di María đã phạm lỗi kinh hoàng với Juanfran của Levante trong trận đấu. Di María khiến hai đội xảy ra xô xát và một sự cố trên sân xảy ra sau đó. Tuy nhiên, màn trình diễn của Di María sẽ được cải thiện, bao gồm cả việc mở ra một khoảng cách đáng kể ở đầu bảng kiến tạo. Từ tháng 10 năm 2011, Di María đã được chọn bởi huấn luyện viên trưởng của Madrid José Mourinho trước Kaká và Mesut Özil, một dấu hiệu cho thấy phong độ của anh ấy đang được cải thiện.
Vào ngày 27 tháng 11 năm 2011, Di María đã chơi 60 phút trong trận đấu với đối thủ cùng thành phố Atlético Madrid, trong đó anh ghi một bàn thắng cho Real Madrid. Đội bóng của Mourinho đã giành chiến thắng với tỷ số 4–1. Vào ngày 3 tháng 12 năm 2011, Di María ghi bàn thắng đầu tiên cho Real từ một quả phạt góc trong trận thua 3–0 trước Sporting de Gijón tại La Liga. Anh là một mối đe dọa thường xuyên và có mặt trong đội hình xuất phát khi Real Madrid giành chức vô địch quốc gia lần thứ 32, chơi trong trận thắng 3–0 trước Athletic Bilbao để giành chức vô địch.

#### 2012–14: Gia hạn hợp đồng vàLa Décima

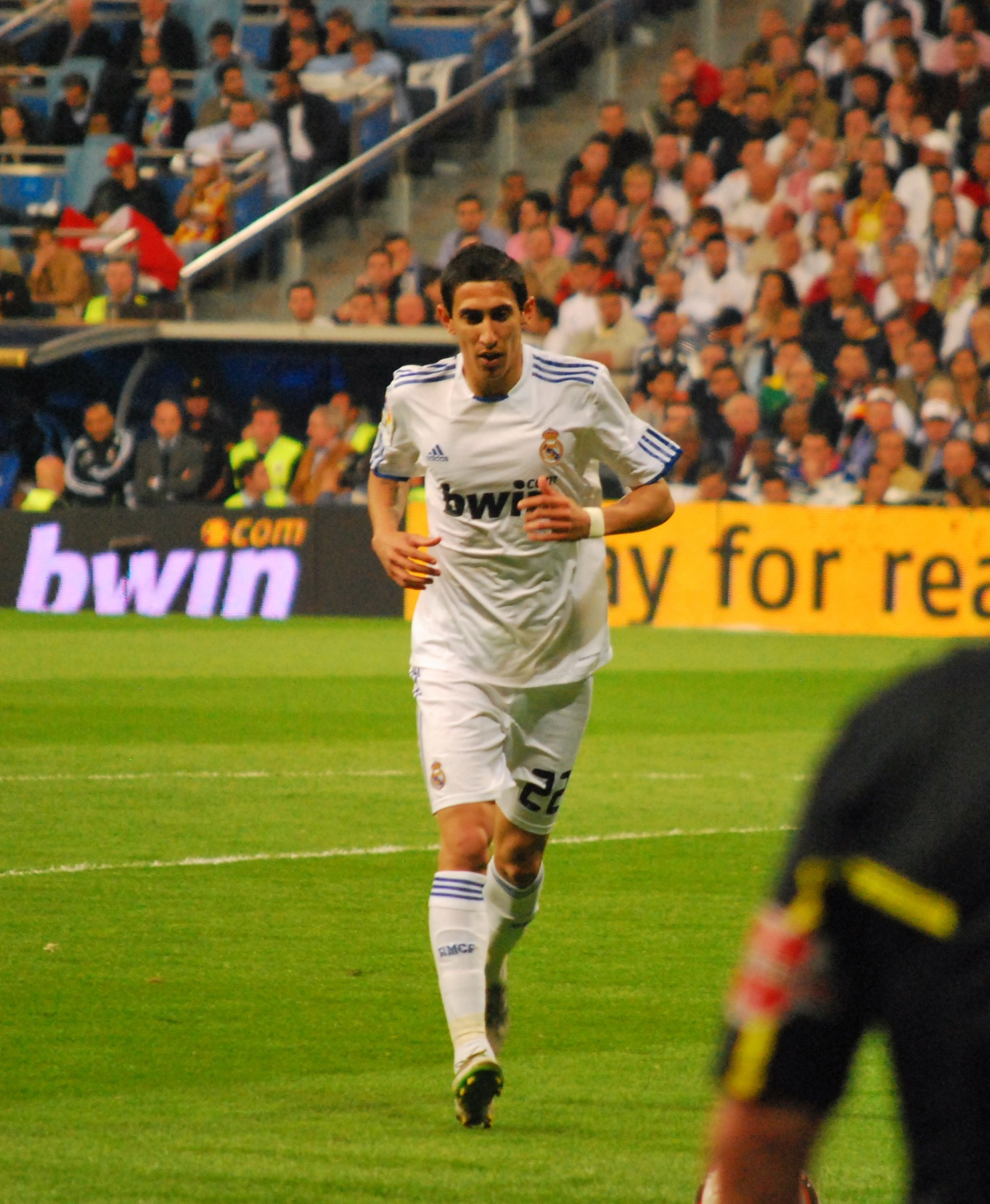
Di María thực hiện một quả phạt góc trong trận gặp Barcelona vào tháng 4 năm 2011.

Di María đã ghi bàn thắng đầu tiên trong mùa giải vào lưới Barcelona trong trận lượt đi Supercopa de España 2012 tại Camp Nou sau một sai lầm của thủ môn Barcelona, Víctor Valdés.
Mặc dù Di María không có mùa giải tốt nhất, nhưng anh ấy đã đóng góp vào những khoảnh khắc quan trọng, đáng chú ý nhất là bằng đường chuyền dọn cỗ cho bàn thắng của Cristiano Ronaldo vào lưới Manchester United vào ngày 13 tháng 2, anh đã cung cấp 17 pha kiến tạo và ghi được 9 bàn thắng trong cả mùa giải sau 52 lần ra sân, đặc biệt là trước Atlético Madrid và Málaga. Vào ngày 9 tháng 8 năm 2012, Di María ký hợp đồng mới với Real Madrid, giữ anh ở lại câu lạc bộ cho đến năm 2018.
Vào ngày 2 tháng 10 năm 2013, Di María ghi hai bàn vào lưới Copenhagen trong chiến thắng 4–0 Champions League của Real Madrid trước họ. Cuối mùa giải, do quyết định chiến thuật của tân huấn luyện viên của câu lạc bộ Carlo Ancelotti, vị trí chơi của Di María vĩnh viễn được chuyển sang vị trí tiền vệ trung tâm thiên về tấn công, và anh thường xuyên được bố trí trong đội hình xuất phát cùng với Luka Modrić và Xabi Alonso ở vị trí tiền vệ trong sơ đồ 4–3–3 của đội. Anh góp công vào chiến thắng 1–2 của câu lạc bộ trước Barcelona trong trận Chung kết Copa del Rey 2014 với bàn thắng mở tỷ số. Di María là người kiến tạo nhiều nhất ở La Liga trong mùa giải, với 17 lần dọn cỗ.
Trong trận Chung kết UEFA Champions League 2014 với Atlético Madrid vào ngày 24 tháng 5 năm 2014, Di María đã lừa bóng qua hai cầu thủ trước khi cản phá thủ môn Thibaut Courtois. Đồng đội của Di María, Gareth Bale, đã có mặt ở đó để đánh đầu tung lưới đối thủ ở phút 110, giúp Real Madrid dẫn trước Atlético 2–1 trong chiến thắng chung cuộc 4–1. Di María được UEFA vinh danh là cầu thủ xuất sắc nhất trận đấu sau trận đấu, và được trao tặng danh hiệu bởi cựu huấn luyện viên trưởng của Manchester United, Sir Alex Ferguson.
Di María là cầu thủ dự bị không được sử dụng khi Real Madrid giành Siêu cúp châu Âu 2014 trước Sevilla vào ngày 12 tháng 8. Một tuần sau, trong trận lượt đi Supercopa de España, anh chơi 15 phút cuối cùng trong trận hòa 1–1 trên sân nhà trước Atlético Madrid thay cho Luka Modrić.

### Manchester United
Vào ngày 26 tháng 8 năm 2014, Di María ký hợp đồng 5 năm với Manchester United với phí chuyển nhượng 59,7 triệu bảng, một trong những vụ chuyển nhượng đắt nhất mọi thời đại và là mức phí cao nhất từng được một câu lạc bộ Anh trả vào thời điểm đó. Anh thừa kế chiếc áo số 7 tại United, chiếc áo mà các huyền thoại của câu lạc bộ như George Best, Bryan Robson, Eric Cantona, David Beckham và Cristiano Ronaldo từng mặc trước đó. Tuy nhiên, anh ấy nói trong một bức tâm thư tới những người hâm mộ Real Madrid rằng anh ấy chưa bao giờ muốn rời Real Madrid, nhưng ban lãnh đạo của họ đã không ủng hộ và không công bằng: "Ai đó có thể không thích tôi".
Di María có trận ra mắt vào ngày 30 tháng 8 trong trận hòa 0–0 với Burnley, trong trận đấu đó anh được thay thế cho Anderson sau 70 phút. Anh ghi bàn thắng đầu tiên cho United vào ngày 14 tháng 9, ghi bàn trực tiếp từ một quả phạt trực tiếp trong chiến thắng 4–0 trước Queens Park Rangers. Anh cũng có một pha kiến tạo cho bàn thắng của Juan Mata trong cùng một trận đấu, giành được cuộc bầu chọn cho Cầu thủ xuất sắc nhất trận. Màn trình diễn của anh ấy được đánh dấu bởi tính năng Player Cam của Sky Sports, tính năng này đã được đưa trở lại đặc biệt cho trận đấu. Trong trận đấu tiếp theo, gặp Leicester City vào ngày 21 tháng 9, anh lại ghi một bàn và cung cấp một pha kiến tạo khác, mặc dù United đã thua với tỷ số 5–3.
Vào ngày 2 tháng 10, Di María đã giành được danh hiệu Cầu thủ xuất sắc nhất tháng của Manchester United cho tháng 9 sau khi ghi hai bàn thắng và hai đường kiến tạo trong bốn trận đấu đầu tiên của anh ấy cho câu lạc bộ. Một tuần sau, anh giành được danh hiệu cá nhân thứ hai tại United sau bàn thắng vào lưới Leicester, trong đó anh đánh bại thủ môn Kasper Schmeichel, được bầu chọn là Bàn thắng của tháng cho câu lạc bộ. Di María tiếp tục phong độ tốt vào ngày 5 tháng 10 khi ghi một bàn thắng và kiến tạo cho Radamel Falcao để giúp United đánh bại Everton 2–1. Di María được thay ra vì chấn thương gân khoeo ở phút 13 trong trận thua 3–0 của United trước Hull City vào ngày 29 tháng 11 và sau đó chỉ có một lần ra sân thay thế trong bảy trận đấu tiếp theo của đội.
Vào ngày 4 tháng 1 năm 2015, Di María trở lại sau chấn thương để ghi một bàn thắng muộn trong chiến thắng 0–2 trước Yeovil Town ở vòng ba FA Cup. Một tuần sau, anh được huấn luyện viên Louis van Gaal sử dụng ở vị trí tiền đạo trong trận thua 0-1 trên sân nhà trước Southampton. Vai trò mới này xuất hiện trong bối cảnh Di María đang có phong độ không tốt, người được cho là đã gặp khó khăn kể từ tháng 10. Di María bị đuổi khỏi sân vào ngày 9 tháng 3 khi United thua 1–2 trên sân nhà trước Arsenal ở vòng sáu FA Cup, bị phạt thẻ vì ăn vạ và túm áo trọng tài Michael Oliver, nhưng trước đó, Wayne Rooney đã gỡ hòa cho đội bóng.
Cuối mùa giải, Di María bị tờ The Daily Telegraph đánh giá là bản hợp đồng tệ nhất mùa giải.

### Paris Saint-Germain

#### 2015–16: Chuyển nhượng và cú ăn bốn quốc nội

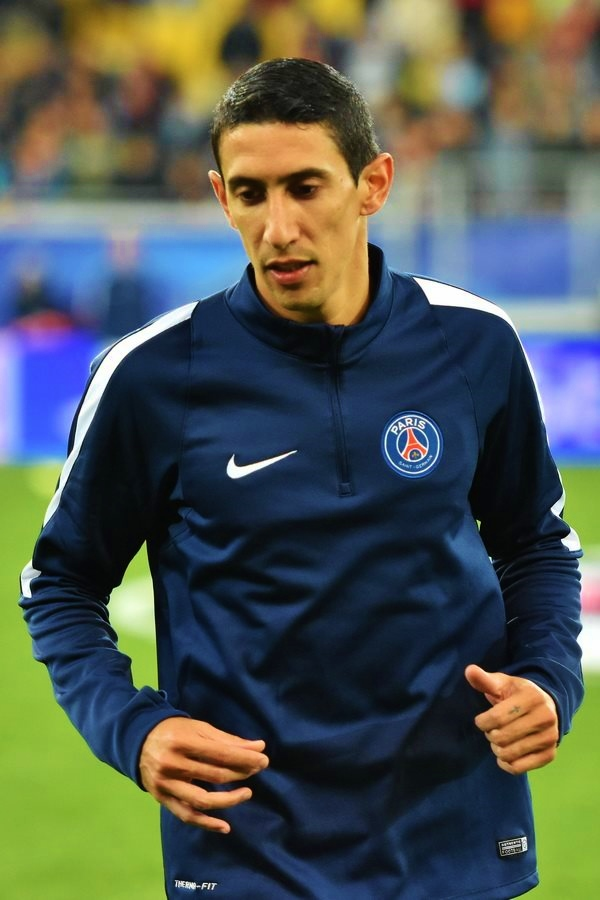
Di María với Paris Saint-Germain năm 2015.

.Vào ngày 25 tháng 7 năm 2015, Di María không thể đáp chuyến bay đến Hoa Kỳ để tham gia chuyến du đấu trước mùa giải của Manchester United như đã định; HLV Louis van Gaal cho biết ông "không biết tại sao". Vào ngày 2 tháng 8, có tin Di María sẽ trải qua một cuộc kiểm tra y tế trước khi chuyển đến Paris Saint-Germain; và bốn ngày sau, Manchester United xác nhận rằng anh đã được bán cho nhà vô địch nước Pháp với mức phí không được tiết lộ, được cho là khoảng 44 triệu bảng Anh, ký hợp đồng bốn năm.
Di María đã có trận ra mắt Ligue 1 vào ngày 30 tháng 8 trên sân khách Monaco khi vào sân thay Lucas ở phút 66, và kiến tạo cho Ezequiel Lavezzi ghi bàn cuối cùng trong chiến thắng 0–3 tại Stade Louis II. Vào ngày 15 tháng 9, Di María ghi bàn thắng đầu tiên cho PSG trong trận ra mắt UEFA Champions League cho câu lạc bộ, trong chiến thắng 2–0 trước Malmö FF tại Parc des Princes. Bảy ngày sau, anh ghi bàn thắng đầu tiên ở Ligue 1 khi PSG đánh bại Guingamp 3–0. Vào ngày 23 tháng 4 năm 2016, Di María ghi bàn thắng quyết định cho PSG trong trận Chung kết Coupe de la Ligue 2016 với Lille tại Stade de France. Di María kết thúc mùa giải 2015–16 lập kỷ lục mới tại Ligue 1 về số đường kiến tạo trong một mùa giải với 18 lần.

#### 2016–2020: Thành công liên tục trong nước và lọt vào chung kết châu Âu
Trong trận đấu trên sân nhà vòng bảng Champions League 2016–17 với Basel vào ngày 19 tháng 10 năm 2016, Di María ghi bàn mở tỷ số ở phút 40 trong chiến thắng 3–0 giúp PSG ghi bàn đầu tiên trong mùa giải. Vào ngày 19 tháng 11, anh mở tỷ số với bàn thắng đầu tiên của mùa giải tại Ligue 1 trong chiến thắng 2–0 trên sân nhà trước Nantes.
Vào ngày 14 tháng 2 năm 2017, Di María ghi một cú đúp khi PSG đánh bại Barcelona 4–0 trong trận lượt đi vòng 16 đội Champions League tại Parc des Princes. Vào ngày 1 tháng 4, anh ghi bàn trong chiến thắng 4–1 của PSG trước Monaco trong trận Chung kết Coupe de la Ligue 2017. Vào ngày 8 tháng 5 năm 2018, anh đã chơi khi PSG giành chiến thắng 2–0 trước Les Herbiers để giành chức vô địch Coupe de France 2017–18.
Trong trận lượt đi vòng 16 đội Champions League với đội bóng cũ Manchester United trong mùa giải 2018–19, Di María dính chấn thương nghiêm trọng sau một pha truy cản từ Ashley Young; tuy nhiên, anh ấy từ chối bị thay ra và trong những khoảnh khắc cuối cùng của trận đấu, anh ấy đã kiến tạo để Kylian Mbappé ghi bàn đem về chiến thắng 0–2 tại Old Trafford. Chung cuộc, PSG thua 1–3 trong trận lượt về và bị loại ở vòng 16 đội mùa thứ ba liên tiếp.
Ở vòng bảng UEFA Champions League 2019–20, Di María ghi một cú đúp trong chiến thắng 3–0 trước câu lạc bộ cũ Real Madrid vào ngày 18 tháng 9 năm 2019. Vào ngày 18 tháng 8 năm 2020, Di María ghi một bàn thắng và ghi hai đường kiến tạo trong chiến thắng 3–0 ở bán kết Champions League của PSG trước RB Leipzig; câu lạc bộ tiếp tục đấu với Bayern Munich trong trận chung kết, nhưng thua trận với tỷ số 0–1.

#### 2020–2021: Kỷ lục kiến tạo và chia tay
Vào ngày 23 tháng 9 năm 2020, Di María bị treo giò 4 trận vì hành vi khạc nhổ với Álvaro González trong trận Le Classique 10 ngày trước đó. Anh ấy sẽ bỏ lỡ các trận đấu của giải đấu với Angers, Nîmes, Dijon, và Nantes. Trong trận đấu UEFA Champions League với RB Leipzig vào ngày 4 tháng 11, Di María ghi bàn mở tỷ số trong trận thua chung cuộc 1–2. Anh ấy trở lại thi đấu tại giải đấu trong trận đấu với Rennes ba ngày sau đó, và ghi một bàn thắng để giúp PSG giành chiến thắng với tỷ số 3–0.
Trong trận đấu trên sân nhà với İstanbul Başakşehir vào ngày 9 tháng 12 năm 2020, Di María đã ghi hai đường kiến tạo; sau đó anh trở thành cầu thủ có nhiều đường kiến tạo thứ ba trong lịch sử UEFA Champions League với 32 pha lập công, chỉ sau Lionel Messi và Cristiano Ronaldo. Vào ngày 12 tháng 3 năm 2021, Di María gia hạn hợp đồng với Paris Saint-Germain thêm một mùa giải với tùy chọn gia hạn thêm một năm. Vào ngày 4 tháng 5, Di María bị đuổi khỏi sân trong trận đấu với Manchester City ở bán kết Champions League vì hành vi đạp vào Fernandinho trong một tình huống tranh chấp bóng bổng. Anh bị cấm thi đấu 3 trận tại các giải đấu ở châu Âu. Trong trận chung kết Coupe de France 2021, khi PSG đánh bại Monaco với tỷ số 2–0, Di María đã phá kỷ lục kiến tạo mọi thời đại cho PSG bằng đường chuyền giúp Kylian Mbappé ghi bàn. Đó là pha kiến tạo thứ 104 của anh ấy với tư cách là một cầu thủ PSG.
Trong mùa giải 2021–22, anh cùng câu lạc bộ vô địch Ligue 1, đây cũng là chức vô địch thứ năm của anh với câu lạc bộ. Vào ngày 20 tháng 5 năm 2022, việc anh rời PSG khi việc kết thúc hợp đồng đã được xác nhận. Trong trận đấu cuối cùng của anh ấy cho câu lạc bộ gặp Metz vào ngày 21 tháng 5, Di María đã ghi một bàn thắng và một pha kiến tạo, giúp đội của anh ấy giành chiến thắng 5–0. Anh ấy đã nhận được sự tôn vinh và hoan nghênh từ Parc des Princes. Anh kết thúc 7 mùa giải tại PSG với 92 bàn thắng và 112 đường kiến tạo trong 295 trận đấu.

### Juventus
Vào ngày 8 tháng 7 năm 2022, Di María gia nhập Juventus với tư cách là đại lý tự do sau khi ký hợp đồng một năm. Anh ra mắt câu lạc bộ vào ngày 15 tháng 8, trong trận mở màn mùa giải Serie A của Juventus; anh ấy ghi bàn mở tỷ số và sau đó kiến tạo cho Dušan Vlahović bàn thắng thứ hai trong chiến thắng chung cuộc 3–0 trên sân nhà nhưng bị thay ra ở hiệp hai sau khi dính chấn thương. Vào ngày 15 tháng 9, anh ấy đã có lần thứ 100 ra sân ở Champions League và có trận ra mắt với Juventus trong giải đấu đó, trong trận thua 2–1 trên sân nhà trước câu lạc bộ cũ Benfica. Vào ngày 5 tháng 10, Di María đã lập một hat-trick kiến tạo trong chiến thắng 3–1 trên sân nhà trước Maccabi Haifa ở Champions League, lập nên người cung cấp kiến tạo cao thứ ba trong lịch sử giải đấu. Bất chấp những đóng góp của anh ấy, Juventus vẫn đứng thứ ba trong vòng bảng, đưa họ đến  vòng play-off loại trực tiếp Europa League, và kết quả là họ không thể đi đến vòng đấu loại trực tiếp Champions League lần đầu tiên kể từ năm 2013.
Vào ngày 23 tháng 2 năm 2023, anh ghi một hat-trick trong chiến thắng 3–0 trên sân khách trước Nantes ở Europa League. Vào ngày 9 tháng 3, anh ghi bàn thắng thứ tư trong giải đấu, sau khi ghi bàn thắng duy nhất trong chiến thắng trên sân nhà trước Freiburg. Anh đã gây ấn tượng trong mùa giải, mặc dù bị đa chấn thương gân khoeo khiến thời gian thi đấu của anh bị hạn chế. Vào ngày 6 tháng 6, Di María xác nhận sẽ rời Juventus sau khi hết hạn hợp đồng.

### Trở lại Benfica
Vào ngày 6 tháng 7 năm 2023, Di María ký hợp đồng một năm với Benfica và ra mắt trước 2.500 người ủng hộ Benfica trước cổng sân vận động Estádio da Luz. Vào ngày 9 tháng 8, Di María có trận ra mắt thứ hai tại Benfica, ghi bàn mở tỷ số trong chiến thắng 2–0 trước Porto ở giải Supertaça Cândido de Oliveira, giành chiếc cúp đầu tiên của anh khi trở lại với câu lạc bộ.

## Sự nghiệp quốc tế

### 2007–2008: Thành công ở cấp độ trẻ
Năm 2007, Di María được chọn để chơi cho đội U20 Argentina. Anh ấy đã được giới hạn cho giải vô địch U-20 Nam Mỹ năm 2007 tại Paraguay. Năm 2007, anh được triệu tập cho FIFA U-20 World Cup 2007 tại Canada. Họ tiếp tục vô địch giải đấu với Di María ghi ba bàn trong quá trình này.
Vào ngày 28 tháng 1 năm 2008, Di María và một số đồng đội U-20 của anh được gọi vào đội tuyển Argentina cho Thế vận hội Bắc Kinh 2008. Anh ấy đã ghi bàn thắng ấn định chiến thắng trong hiệp phụ nhờ đường chuyền của Lionel Messi ở phút thứ 105 trong chiến thắng tứ kết 2–1 của đội anh ấy trước Hà Lan. Vào ngày 23 tháng 8, Di María ghi bàn thắng quyết định – một cú lốp bóng qua thủ môn từ rìa khu vực – ở phút 57 trong chiến thắng 1–0 của Argentina trước Nigeria để giành huy chương vàng Olympic thứ hai liên tiếp của họ trong trận đấu cuối cùng của giải đấu Olympic.

### 2008–2010: Ra mắt đội tuyển quốc gia và bắt đầu sự nghiệp ở đội tuyển quốc gia

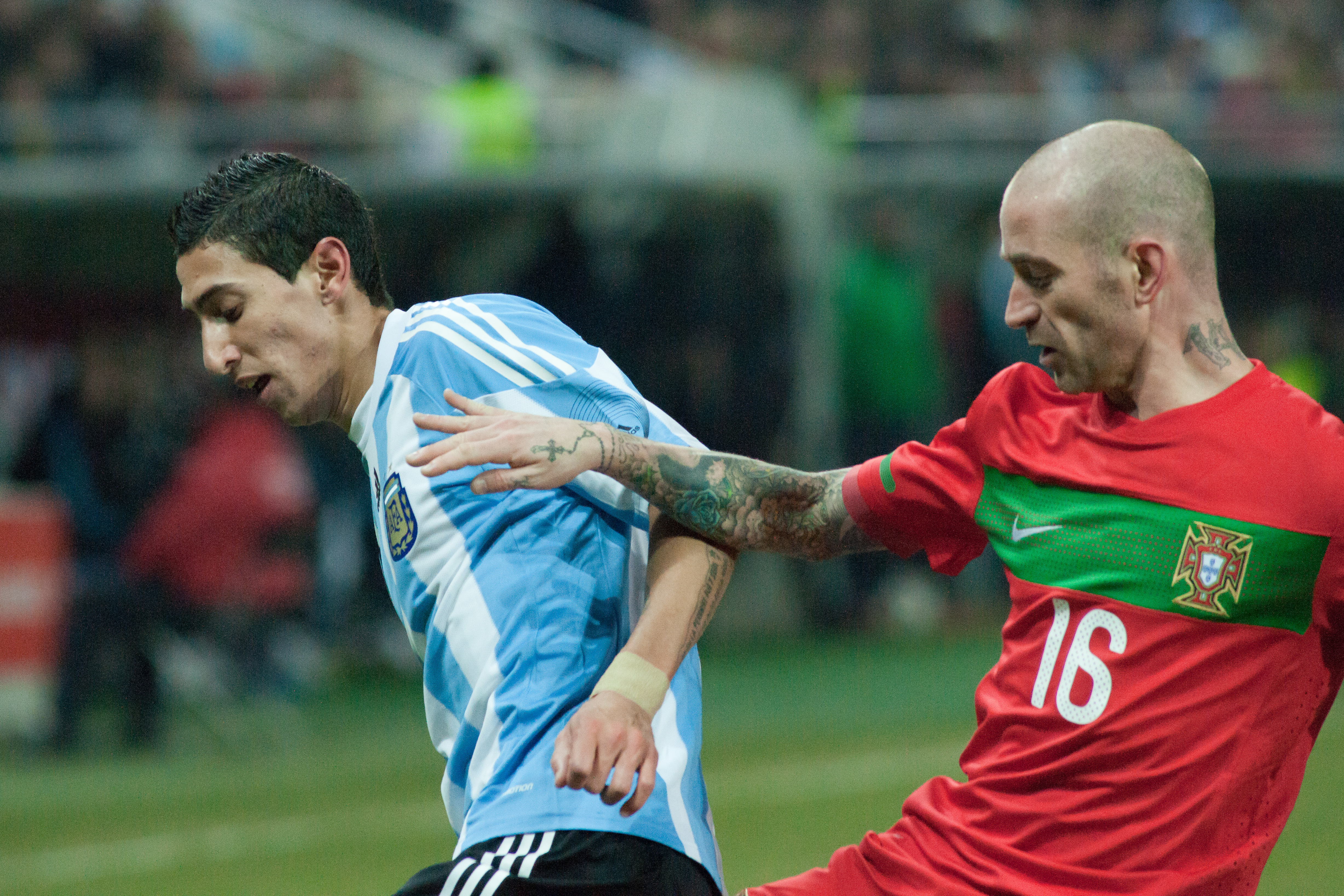
Di María (trái) và Raul Meireles (phải) tranh bóng trong trận đấu giao hữu giữa Argentina và Bồ Đào Nha ngày 9 tháng 2 năm 2011.

Vào ngày 6 tháng 9 năm 2008, Di María có trận ra mắt đội tuyển Argentina trong trận đấu với Paraguay.
Vào ngày 19 tháng 5 năm 2010, Di María được huấn luyện viên Diego Maradona chọn là một trong 23 cầu thủ tham dự FIFA World Cup 2010 tại Nam Phi. Vào ngày 24 tháng 5, Di María ghi bàn thắng quốc tế đầu tiên trong trận giao hữu thắng Canada 5–0. Tại World Cup, anh ấy đã giúp Argentina lọt vào tứ kết, chơi cả 5 trận của Argentina và đá chính 4 trận trong số đó.
Sau World Cup, vào ngày 11 tháng 8 năm 2010, Di María ghi bàn thắng quốc tế đầu tiên tại Sân vận động Aviva mới ở Dublin trong trận giao hữu với Cộng hòa Ireland khi Argentina thắng 1–0.
Di María ra sân ba lần trong Copa América 2011, ghi một bàn trong trận thắng 3–0 trước Costa Rica ở vòng bảng.

### 2014–2017: Chung kết World Cup và Copa América
Di María đã có 12 lần ra sân trong chiến dịch vòng loại FIFA World Cup 2014 và có tên trong đội hình Argentina tham dự vòng chung kết giải đấu. Trong trận đấu giữa Argentina với Thụy Sĩ ở vòng 16, Di María ghi bàn thắng duy nhất của trận đấu sau 118 phút, từ một pha kiến tạo của Lionel Messi. Trong trận tứ kết với Bỉ, Di María bị rách cơ ở đùi và sau đó được đưa ra khỏi sân. Sau trận đấu đã có thông báo rằng Di María sẽ bỏ lỡ phần còn lại của giải đấu do chấn thương. Trước đó anh ấy đã kiến tạo cho Gonzalo Higuaín ghi bàn thắng duy nhất của trận đấu đưa Argentina vào bán kết gặp Hà Lan. Argentina kết thúc giải đấu với tư cách á quân trước Đức.
Vào ngày 11 tháng 7, Di María đã có tên trong danh sách rút gọn mười người cho giải thưởng Quả bóng vàng của FIFA cho cầu thủ xuất sắc nhất giải đấu.
Vào ngày 3 tháng 9 năm 2014, trong một trận giao hữu trên sân khách với nhà đương kim vô địch thế giới Đức, Di María đã góp công vào cả bốn bàn thắng của Argentina trong chiến thắng 4-2, kiến tạo ba bàn và ghi một bàn.
Vào ngày 28 tháng 5 năm 2015, Di María được điền tên vào đội tuyển Argentina tham dự Copa América 2015. Vào ngày 6 tháng 6, anh được chọn làm đội trưởng đội khi vắng Lionel Messi trong trận khởi động với Bolivia, ghi hai bàn trong chiến thắng 5–0. Một tuần sau, trong trận mở màn của giải đấu với Paraguay ở La Serena, Di María đã giành được một quả phạt đền mà Messi ghi được trong trận hòa 2–2. Vào ngày 30 tháng 6, anh ghi hai bàn và kiến tạo một bàn cho Sergio Agüero, khi Argentina đánh bại Paraguay 6–1 để vào chung kết. Anh ấy bị thay ra vì chấn thương gân khoeo trong nửa giờ đầu tiên của trận chung kết với chủ nhà Chile, đội của anh ấy đã thua trong loạt sút luân lưu sau trận hòa không bàn thắng.
Trong trận mở màn Copa América Centenario của Argentina vào ngày 6 tháng 6 năm 2016, trận tái đấu của trận chung kết giải đấu trước với nhà đương kim vô địch Chile, Di María đã ghi bàn mở tỷ số của trận đấu, và sau đó kiến tạo cho Éver Banega ghi bàn thắng 2-1. Di María dành tặng bàn thắng cho bà của anh, người vừa qua đời. Trong trận đấu thứ hai của quốc gia anh ấy, gặp Panama vào ngày 10 tháng 6, anh ấy đã kiến tạo cho Nicolás Otamendi ghi bàn mở tỷ số, nhưng sau đó bị buộc phải nghỉ thi đấu vì chấn thương. Argentina thắng trận với tỷ số 5–0. Anh bỏ lỡ phần còn lại của giải đấu do chấn thương khi Argentina lọt vào trận chung kết Copa América lần thứ hai liên tiếp, một lần nữa thua Chile trên chấm phạt đền, sau trận hòa 0–0.

### 2018–2020: Kỳ World Cup thất vọng và vị trí thứ ba tại Copa América

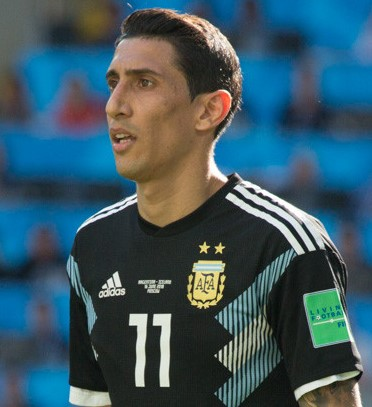
Di María thi đấu cho Argentina tại FIFA World Cup 2018.

Di María đã có 18 lần ra sân trong chiến dịch vòng loại FIFA World Cup 2018. Vào ngày 22 tháng 5 năm 2018, Di María được huấn luyện viên Jorge Sampaoli điền tên vào đội hình 23 người cho FIFA World Cup 2018 tại Nga. Vào ngày 30 tháng 6, anh ghi một bàn thắng từ xa vào lưới Pháp trong trận thua 3–4 khiến Argentina bị loại khỏi World Cup ở Vòng 16.
Vào ngày 21 tháng 5 năm 2019, anh được đưa vào danh sách 23 người Argentina cuối cùng của Lionel Scaloni cho Copa América 2019.

### 2021–2022: Vô địch Copa América và World Cup
Vào tháng 6 năm 2021, Di María được đưa vào đội tuyển Argentina tham dự Copa América 2021 tại Brasil. Vào ngày 21 tháng 6, anh kiến tạo bàn thắng duy nhất của trận đấu do Papu Gómez ghi trong trận đấu vòng bảng thứ ba của Argentina với Paraguay; kết quả cho phép đội của anh ấy tiến vào tứ kết. Trong trận chung kết của giải đấu với đội chủ nhà Brasil vào ngày 10 tháng 7, anh ghi bàn thắng duy nhất của trận đấu để mang về cho Argentina danh hiệu Copa América lần thứ 15 cân bằng với kỷ lục của Uruguay và danh hiệu quốc tế đầu tiên của họ kể từ năm 1993. Anh ấy chạy trên một đường chuyền dài từ Rodrigo De Paul vào vòng cấm Brasil. Đường chuyền hơi bị phá ra bởi hậu vệ Brasil Renan Lodi trước khi Di María khống chế bóng bằng chân trái bên ngoài; Sau đó, anh đệm bóng qua thủ môn Ederson, giúp Argentina sớm vươn lên dẫn trước. Mặc dù anh bị thay ra vào cuối hiệp hai của trận đấu, nhưng bàn thắng sẽ được giữ nguyên như bàn ấn định chiến thắng cho Argentina.
Vào ngày 1 tháng 6 năm 2022, Di María ghi bàn thắng thứ hai cho Argentina trong chiến thắng 3–0 trước nhà đương kim vô địch châu Âu Ý tại Sân vận động Wembley trong trận Finalissima 2022.
Vào ngày 11 tháng 11 năm 2022, Di María có tên trong đội hình cuối cùng tham dự FIFA World Cup 2022 tại Qatar. Vào ngày 26 tháng 11, anh có một pha kiến tạo vào bàn mở tỷ số của Messi trong trận đấu thứ hai của Argentina, trong chiến thắng 2–0 trước México. Vào ngày 18 tháng 12, Di María ghi bàn thắng thứ hai cho đội của mình vào lưới Pháp trong trận chung kết, ngay sau khi giành được quả phạt đền cho bàn thắng đầu tiên khi Argentina đánh bại Pháp 4–2 trên chấm phạt đền, sau khi trận đấu kết thúc với tỷ số 3–3 trong hiệp phụ, để vô địch World Cup. Anh ấy đã rất ngạc nhiên trước quyết định của huấn luyện viên để anh ấy xuất phát ở bên trái và nghĩ rằng Scaloni đã "bối rối", nhưng Scaloni đã thuyết phục Di Maria rằng anh ấy muốn kế hoạch thi đấu cụ thể với anh ấy ở bên trái như thế nào.
Sau khi cùng đội tuyển Argentina lần thứ hai liên tiếp vô địch Copa América 2024 diễn ra tại Hoa Kỳ, Ángel Di María chính thức chia tay đội tuyển quốc gia sau 16 năm gắn bó, tổng cộng anh đã thi đấu 145 trận và ghi được 31 bàn thắng.

## Phong cách thi đấu

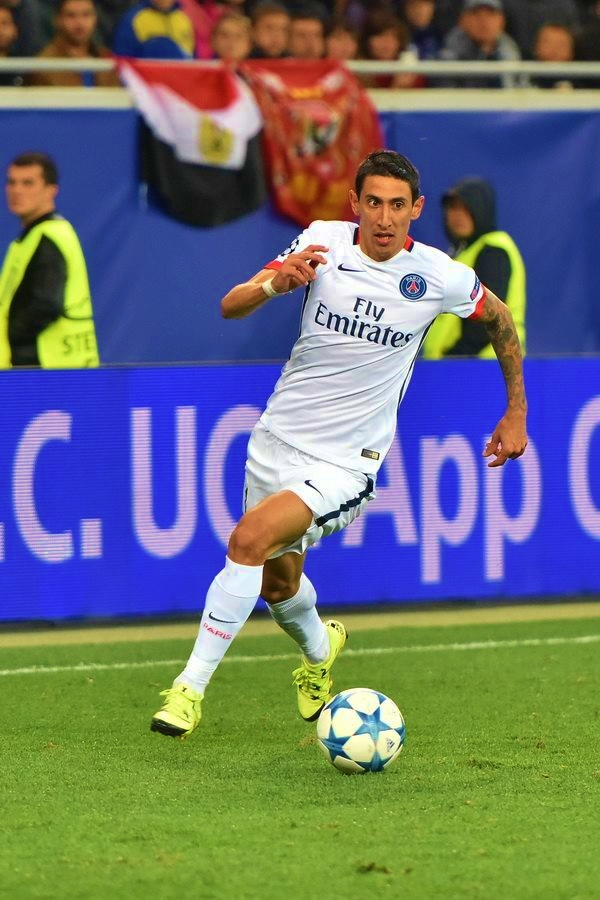
Di María đi bóng với Paris Saint-Germain năm 2015.

Di María là một cầu thủ chạy cánh nhanh nhẹn, mạnh mẽ, lắt léo và tài năng, anh cũng có thể chơi ở vị trí tiền vệ tấn công trung tâm hoặc ở hai bên sân, mặc dù anh chủ yếu là cầu thủ thuận chân trái. Anh ấy cũng đã được triển khai rất hiệu quả ở vị trí tiền vệ trung tâm , đặc biệt là dưới thời Carlo Ancelotti còn khoác áo Real Madrid. Sở hữu thân hình mảnh mai, Di María là một cầu thủ nhanh nhẹn, sáng tạo và có kỹ thuật cao, sở hữu khả năng rê bóng cực tốt.các kỹ năng và khả năng kiểm soát bóng, cũng như tốc độ, sức chịu đựng, di chuyển và tăng tốc tuyệt vời, những thuộc tính cho phép anh ta dễ dàng đánh bại các cầu thủ trong các tình huống một chọi một. Anh ấy cũng có năng khiếu với tầm nhìn tuyệt vời, khả năng giao bóng, chuyền bóng và qua người, cho phép anh ấy hoạt động hiệu quả như một tiền vệ kiến thiết và một nhà cung cấp hỗ trợ, mặc dù anh ấy cũng có khả năng tự ghi bàn và sút phạt chính xác. Mặc dù không có thể lực tốt, anh ấy cũng là một cầu thủ rất chăm chỉ và anh ấy đã cải thiện khía cạnh phòng ngự trong trận đấu của mình dưới thời huấn luyện viên José Mourinho. Được coi là một trong những cầu thủ vĩ đại nhất trong thế hệ của mình và là một trong những cầu thủ Argentina vĩ đại nhất mọi thời đại, Di María cũng đã nhận được nhiều lời khen ngợi trong giới truyền thông về những màn trình diễn quyết định của anh ấy trong các trận đấu quan trọng trong suốt sự nghiệp của anh. Bất chấp khả năng của mình, anh đã thường xuyên phải vật lộn với các chấn thương trong suốt sự nghiệp của mình.

## Đời tư
Di María có biệt danh là "Fideo", có nghĩa là "mì" trong tiếng Tây Ban Nha, do thân hình mảnh mai của anh. Là người gốc Ý, anh có quốc tịch Ý. Anh là người Công giáo La Mã.
Anh kết hôn với người đồng hương Argentina Jorgelina (nhũ danh Cardoso) vào năm 2011. Họ có với nhau một cô con gái, Pia, sinh non ba tháng và sống sót sau khi điều trị tại phòng chăm sóc đặc biệt tại Bệnh viện Universitario Montepríncipe ở Madrid.
Nhà của Di María ở Prestbury, Cheshire, là hiện trường của một vụ trộm có kế hoạch vào ngày 31 tháng 1 năm 2015.
Vào ngày 2 tháng 9 năm 2020, có thông tin rằng Di María, cùng với những đồng đội ở PSG là Neymar và Leandro Paredes, đã có kết quả xét nghiệm dương tính với COVID-19. Tờ báo thể thao L'Équipe của Pháp cho biết ba cầu thủ được cho là đã đi nghỉ ở Ibiza. Do đó, họ phải cách ly trong một tuần, các cầu thủ còn lại và nhân viên làm việc được lên lịch kiểm tra virus corona trong cùng tuần.
Trong trận đấu giữa PSG và Nantes vào ngày 14 tháng 3 năm 2021, nhà của Di María bị cướp và gia đình anh bị bắt làm con tin. Anh ấy đã được thay ra khỏi sân bởi huấn luyện viên Mauricio Pochettino, người đã thông báo cho Di María về tình hình. Nhà của cha mẹ đồng đội PSG Marquinhos cũng bị trộm theo cách tương tự.

### Hồ sơ Pandora
Di María là một trong 13 nhân vật thể thao có tên trong Pandora Papers do Liên đoàn nhà báo điều tra quốc tế (ICIJ) xuất bản. Anh đã sử dụng một công ty ở Panama để khai thác bản quyền hình ảnh của mình trong nhiều tháng trước khi đến Real Madrid. Anh ấy là chủ sở hữu của một công ty ở Panama được thành lập đặc biệt để quản lý các hợp đồng trị giá hàng triệu đô la cho việc khai thác quyền hình ảnh của anh ấy, một công ty vỏ bọc mà anh ấy đã sử dụng từ năm 2009 và anh ấy vẫn duy trì cho đến ngày nay khi chơi ở Paris Saint-Germain với Lionel Messi. Hồ sơ Pandora tiết lộ rằng anh ta đã xử lý hơn 8 triệu euro từ năm 2013 đến 2017 thông qua một công ty có tên Sunpex Corporation Inc.

## Thống kê sự nghiệp

### Câu lạc bộ
Tính đến 28 tháng 6 năm 2025
| Câu lạc bộ          | Mùa giải            | Giải vô địch               | Giải vô địch | Giải vô địch | Cúp quốc gia | Cúp quốc gia | Cúp liên đoàn | Cúp liên đoàn | Châu lục | Châu lục | Khác | Khác | Tổng cộng | Tổng cộng |
| Câu lạc bộ          | Mùa giải            | Hạng đấu                   | Trận         | Bàn          | Trận         | Bàn          | Trận          | Bàn           | Trận     | Bàn      | Trận | Bàn  | Trận      | Bàn       |
| ------------------- | ------------------- | -------------------------- | ------------ | ------------ | ------------ | ------------ | ------------- | ------------- | -------- | -------- | ---- | ---- | --------- | --------- |
| Rosario Central     | 2005–06             | Argentine Primera División | 10           | 0            | 0            | 0            | —             | —             | 4        | 0        | 0    | 0    | 14        | 0         |
| Rosario Central     | 2006–07             | Argentine Primera División | 25           | 6            | 0            | 0            | —             | —             | 0        | 0        | 0    | 0    | 25        | 6         |
| Rosario Central     | Tổng cộng           | Tổng cộng                  | 35           | 6            | 0            | 0            | —             | —             | 4        | 0        | 0    | 0    | 39        | 6         |
| Benfica             | 2007–08             | Primeira Liga              | 26           | 0            | 5            | 0            | 3             | 0             | 11       | 1        | 0    | 0    | 45        | 1         |
| Benfica             | 2008–09             | Primeira Liga              | 24           | 2            | 1            | 0            | 5             | 1             | 5        | 1        | 0    | 0    | 35        | 4         |
| Benfica             | 2009–10             | Primeira Liga              | 26           | 5            | 1            | 0            | 4             | 1             | 14       | 4        | 0    | 0    | 45        | 10        |
| Benfica             | Tổng cộng           | Tổng cộng                  | 76           | 7            | 7            | 0            | 12            | 2             | 30       | 6        | 0    | 0    | 125       | 15        |
| Real Madrid         | 2010–11             | La Liga                    | 35           | 6            | 8            | 0            | —             | —             | 10       | 3        | 0    | 0    | 53        | 9         |
| Real Madrid         | 2011–12             | La Liga                    | 23           | 5            | 2            | 0            | —             | —             | 7        | 2        | 2    | 0    | 34        | 7         |
| Real Madrid         | 2012–13             | La Liga                    | 32           | 7            | 9            | 2            | —             | —             | 11       | 0        | 2    | 1    | 54        | 10        |
| Real Madrid         | 2013–14             | La Liga                    | 34           | 4            | 7            | 4            | —             | —             | 11       | 3        | 0    | 0    | 52        | 11        |
| Real Madrid         | 2014–15             | La Liga                    | 0            | 0            | 0            | 0            | —             | —             | 0        | 0        | 1    | 0    | 1         | 0         |
| Real Madrid         | Tổng cộng           | Tổng cộng                  | 124          | 22           | 26           | 6            | —             | —             | 39       | 8        | 5    | 1    | 194       | 37        |
| Manchester United   | 2014–15             | Premier League             | 27           | 3            | 5            | 1            | 0             | 0             | —        | —        | 0    | 0    | 32        | 4         |
| Paris Saint-Germain | 2015–16             | Ligue 1                    | 29           | 10           | 4            | 0            | 4             | 2             | 10       | 3        | 0    | 0    | 47        | 15        |
| Paris Saint-Germain | 2016–17             | Ligue 1                    | 29           | 6            | 3            | 1            | 3             | 3             | 7        | 4        | 1    | 0    | 43        | 14        |
| Paris Saint-Germain | 2017–18             | Ligue 1                    | 30           | 11           | 6            | 7            | 4             | 2             | 5        | 1        | 0    | 0    | 45        | 21        |
| Paris Saint-Germain | 2018–19             | Ligue 1                    | 30           | 12           | 4            | 3            | 2             | 0             | 8        | 2        | 1    | 2    | 45        | 19        |
| Paris Saint-Germain | 2019–20             | Ligue 1                    | 26           | 8            | 2            | 0            | 3             | 1             | 9        | 3        | 1    | 1    | 41        | 13        |
| Paris Saint-Germain | 2020–21             | Ligue 1                    | 27           | 4            | 5            | 0            | —             | —             | 10       | 1        | 1    | 0    | 43        | 5         |
| Paris Saint-Germain | 2021–22             | Ligue 1                    | 26           | 5            | 0            | 0            | —             | —             | 5        | 0        | 0    | 0    | 31        | 5         |
| Paris Saint-Germain | Tổng cộng           | Tổng cộng                  | 197          | 56           | 24           | 11           | 16            | 8             | 54       | 14       | 4    | 3    | 295       | 92        |
| Juventus            | 2022–23             | Serie A                    | 26           | 4            | 4            | 0            | —             | —             | 10       | 4        | —    | —    | 40        | 8         |
| Benfica             | 2023–24             | Primeira Liga              | 28           | 9            | 5            | 0            | 3             | 2             | 11       | 5        | 1    | 1    | 48        | 17        |
| Benfica             | 2024–25             | Primeira Liga              | 25           | 8            | 3            | 3            | 3             | 3             | 9        | 1        | 4    | 4    | 44        | 19        |
| Benfica             | Tổng cộng           | Tổng cộng                  | 53           | 17           | 8            | 3            | 6             | 5             | 20       | 6        | 5    | 5    | 92        | 36        |
| Rosario Central     | 2025                | Argentine Primera División | 0            | 0            | —            | —            | —             | —             | —        | —        | —    | —    | 0         | 0         |
| Tổng cộng sự nghiệp | Tổng cộng sự nghiệp | Tổng cộng sự nghiệp        | 538          | 115          | 70           | 20           | 34            | 15            | 157      | 38       | 13   | 8    | 813       | 197       |

1. ↑  Ra sân tại Copa Libertadores
2. ↑  7 lần ra sân tại UEFA Champions League, 4 lần ra sân và 1 bàn tại UEFA Cup
3. ↑  Ra sân tại UEFA Cup
4. ↑  Ra sân tại UEFA Europa League
5. 1 2 3 4 5 6 7 8 9 10 11 12  Ra sân tại UEFA Champions League
6. 1 2 3  Ra sân tại Supercopa de España
7. 1 2 3 4  Ra sân tại Trophée des Champions
8. ↑  3 lần ra sân tại UEFA Champions League, 7 lần ra sân và 4 bàn tại UEFA Europa League
9. ↑  5 lần ra sân và 1 bàn thắng tại UEFA Champions League, 6 lần ra sân và 4 bàn thắng tại UEFA Europa League
10. ↑  Ra sân tại Supertaça Cândido de Oliveira
11. ↑  Ra sân tại FIFA Club World Cup

### Đội tuyển quốc gia
| Đội tuyển quốc gia | Năm       | Trận | Bàn |
| ------------------ | --------- | ---- | --- |
| Argentina          | 2008      | 1    | 0   |
| Argentina          | 2009      | 5    | 0   |
| Argentina          | 2010      | 11   | 2   |
| Argentina          | 2011      | 10   | 3   |
| Argentina          | 2012      | 8    | 3   |
| Argentina          | 2013      | 9    | 1   |
| Argentina          | 2014      | 13   | 2   |
| Argentina          | 2015      | 13   | 4   |
| Argentina          | 2016      | 12   | 3   |
| Argentina          | 2017      | 10   | 1   |
| Argentina          | 2018      | 5    | 1   |
| Argentina          | 2019      | 5    | 0   |
| Argentina          | 2020      | 2    | 0   |
| Argentina          | 2021      | 14   | 2   |
| Argentina          | 2022      | 11   | 6   |
| Argentina          | 2023      | 7    | 1   |
| Argentina          | 2024      | 10   | 2   |
| Tổng cộng          | Tổng cộng | 146  | 31  |

Tính đến ngày 9 tháng 6 năm 2024
Tỷ số và kết quả liệt kê bàn thắng của Argentina trước, cột tỷ số cho biết tỷ số sau mỗi bàn thắng của Di María.
| #  | Ngày                 | Địa điểm                                                             | Đối thủ          | Bàn thắng | Kết quả              | Giải đấu                      |
| -- | -------------------- | -------------------------------------------------------------------- | ---------------- | --------- | -------------------- | ----------------------------- |
| 1  | 24 tháng 5 năm 2010  | Sân vận động Antonio Vespucio Liberti, Buenos Aires, Argentina       | Canada           | 3–0       | 5–0                  | Giao hữu                      |
| 2  | 11 tháng 8 năm 2010  | Sân vận động Aviva, Dublin, Ireland                                  | Cộng hòa Ireland | 1–0       | 1–0                  | Giao hữu                      |
| 3  | 9 tháng 2 năm 2011   | Sân vận động Genève, Carouge, Thụy Sĩ                                | Bồ Đào Nha       | 1–0       | 2–1                  | Giao hữu                      |
| 4  | 11 tháng 7 năm 2011  | Sân vận động Mario Alberto Kempes, Córdoba, Argentina                | Costa Rica       | 3–0       | 3–0                  | Copa América 2011             |
| 5  | 6 tháng 9 năm 2011   | Sân vận động Quốc gia Bangabandhu, Dhaka, Bangladesh                 | Nigeria          | 2–0       | 3–1                  | Giao hữu                      |
| 6  | 2 tháng 6 năm 2012   | Sân vận động Antonio Vespucio Liberti, Buenos Aires, Argentina       | Ecuador          | 4–0       | 4–0                  | Vòng loại FIFA World Cup 2014 |
| 7  | 15 tháng 8 năm 2012  | Commerzbank-Arena, Frankfurt am Main, Đức                            | Đức              | 3–0       | 3–1                  | Giao hữu                      |
| 8  | 7 tháng 9 năm 2012   | Sân vận động Mario Alberto Kempes, Córdoba, Argentina                | Paraguay         | 1–0       | 3–1                  | Vòng loại FIFA World Cup 2014 |
| 9  | 10 tháng 9 năm 2013  | Sân vận động Defensores del Chaco, Asunción, Paraguay                | Paraguay         | 1–0       | 5–2                  | Vòng loại FIFA World Cup 2014 |
| 10 | 1 tháng 7 năm 2014   | Arena Corinthians, São Paulo, Brasil                                 | Thụy Sĩ          | 1–0       | 1–0                  | FIFA World Cup 2014           |
| 11 | 3 tháng 9 năm 2014   | Esprit Arena, Düsseldorf, Đức                                        | Đức              | 4–0       | 4–2                  | Giao hữu                      |
| 12 | 6 tháng 6 năm 2015   | Sân vận động San Juan del Bicentenario, San Juan, Argentina          | Bolivia          | 1–0       | 5–0                  | Giao hữu                      |
| 13 | 6 tháng 6 năm 2015   | Sân vận động San Juan del Bicentenario, San Juan, Argentina          | Bolivia          | 5–0       | 5–0                  | Giao hữu                      |
| 14 | 30 tháng 6 năm 2015  | Sân vận động Thành phố Concepción, Concepción, Chile                 | Paraguay         | 3–1       | 6–1                  | Copa América 2015             |
| 15 | 30 tháng 6 năm 2015  | Sân vận động Thành phố Concepción, Concepción, Chile                 | Paraguay         | 4–1       | 6–1                  | Copa América 2015             |
| 16 | 24 tháng 3 năm 2016  | Sân vận động Quốc gia Julio Martínez Prádanos, Santiago, Chile       | Chile            | 1–1       | 2–1                  | Vòng loại FIFA World Cup 2018 |
| 17 | 6 tháng 6 năm 2016   | Sân vận động Levi's, Santa Clara, Hoa Kỳ                             | Chile            | 1–0       | 2–1                  | Copa América Centenario       |
| 18 | 15 tháng 11 năm 2016 | Sân vận động San Juan del Bicentenario, San Juan, Argentina          | Colombia         | 3–0       | 3–0                  | Vòng loại FIFA World Cup 2018 |
| 19 | 13 tháng 6 năm 2017  | Sân vận động Quốc gia, Kallang, Singapore                            | Singapore        | 6–0       | 6–0                  | Giao hữu                      |
| 20 | 30 tháng 6 năm 2018  | Kazan Arena, Kazan, Nga                                              | Pháp             | 1–1       | 3–4                  | FIFA World Cup 2018           |
| 21 | 10 tháng 7 năm 2021  | Sân vận động Maracanã, Rio de Janeiro, Brasil                        | Brasil           | 1–0       | 1–0                  | Copa América 2021             |
| 22 | 12 tháng 11 năm 2021 | Sân vận động Campeón del Siglo, Montevideo, Uruguay                  | Uruguay          | 1–0       | 1–0                  | Vòng loại FIFA World Cup 2022 |
| 23 | 27 tháng 1 năm 2022  | Sân vận động Zorros del Desierto, Calama, Chile                      | Chile            | 1–0       | 2–1                  | Vòng loại FIFA World Cup 2022 |
| 24 | 25 tháng 3 năm 2022  | La Bombonera, Buenos Aires, Argentina                                | Venezuela        | 2–0       | 3–0                  | Vòng loại FIFA World Cup 2022 |
| 25 | 1 tháng 6 năm 2022   | Sân vận động Wembley, Luân Đôn, Anh                                  | Ý                | 2–0       | 3–0                  | Finalissima 2022              |
| 26 | 16 tháng 11 năm 2022 | Sân vận động Thành phố Thể thao Zayed, Abu Dhabi, UAE                | UAE              | 2–0       | 5–0                  | Giao hữu                      |
| 27 | 16 tháng 11 năm 2022 | Sân vận động Thành phố Thể thao Zayed, Abu Dhabi, UAE                | UAE              | 3–0       | 5–0                  | Giao hữu                      |
| 28 | 18 tháng 12 năm 2022 | Sân vận động Lusail Iconic, Doha, Qatar                              | Pháp             | 2–0       | 3–3 (s.h.p.) (4–2 p) | FIFA World Cup 2022           |
| 29 | 28 tháng 3 năm 2023  | Sân vận động Único Madre de Ciudades, Santiago del Estero, Argentina | Curaçao          | 6–0       | 7–0                  | Giao hữu                      |
| 30 | 26 tháng 3 năm 2024  | Los Angeles Memorial Coliseum, Los Angeles, Hoa Kỳ                   | Costa Rica       | 1–1       | 3–1                  | Giao hữu                      |
| 31 | 9 tháng 6 năm 2024   | Soldier Field, Chicago, Hoa Kỳ                                       | Ecuador          | 1–0       | 1–0                  | Giao hữu                      |

## Danh hiệu

### Câu lạc bộ

#### Benfica
- Primeira Liga: 2009–10
- Taça da Liga: 2008–09, 2009–10
- Supertaça Cândido de Oliveira: 2023[166]

#### Real Madrid
- La Liga: 2011–12
- Copa del Rey: 2010–11, 2013–14
- Supercopa de España: 2012
- UEFA Champions League: 2013–14
- UEFA Super Cup: 2014

#### Paris Saint-Germain
- Ligue 1: 2015–16, 2017–18,[167] 2018–19,[168] 2019–20,[169] 2021–22[170]
- Coupe de France: 2015–16, 2016–17, 2017–18,[171] 2019–20,[172] 2020–21[173]
- Coupe de la Ligue: 2015–16, 2016–17, 2017–18, 2019–20
- Trophée des Champions: 2016, 2018,[174] 2019,[175] 2020[176]
- UEFA Champions League: Á quân 2019–20

### Quốc tế

#### U-20 Argentina
- FIFA U-20 World Cup: 2007
- South American U-20 Championship: Á quân 2007

#### Olympic Argentina
- Huy chương vàng Olympic: 2008

#### Argentina
- FIFA World Cup: 2022[177]
- Copa América: 2021, 2024[140]
- CONMEBOL–UEFA Cup of Champions: 2022[178]

### Cá nhân
- Argentine Footballer of the Year: 2014
- FIFA FIFPro World11: 2014
- FIFA World Cup Dream Team: 2014[179]
- IFFHS CONMEBOL team of the decade 2011–2020[180]
- UEFA Team of the Year: 2014[181]
- ESM Team of the Year: 2015–16, 2019–20[182]
- UEFA Champions League Squad of the Season: 2013–14
- SJPF Player of the Month: April 2010
- UNFP Ligue 1 Player of the Month: December 2015
- UNFP Ligue 1 Team of the Year: 2015–16,[183] 2018–19[184]